# Farancia abacura
Espèce
Synonymes
- Helicops abacurus Holbrook, 1836
- Homalopsis reinwardtii Schlegel, 1837
- Homolopsis crassa Blyth, 1854

Statut de conservation UICN

 LC  : Préoccupation mineure
Farancia abacura  est une espèce de serpents de la famille des Dipsadidae.

## Répartition
Cette espèce est endémique des États-Unis. Elle se rencontre dans l'est du Texas, dans l'Arkansas, en Louisiane, dans le Mississippi, dans l'Alabama, en Géorgie, en Floride, en Caroline du Sud, en Caroline du Nord, dans l'est de la Virginie, dans l'ouest du Tennessee, dans le sud-est du Missouri, dans le sud de l'Illinois et dans l'Ouest du Kentucky.

## Liste des sous-espèces
Selon The Reptile Database (3 septembre 2013) :
- Farancia abacura abacura (Holbrook, 1836)
- Farancia abacura reinwardtii (Schlegel, 1837)

## Publications originales
- Holbrook, 1836 : North American herpetology, or, A description of the reptiles inhabiting the United States, vol. 1, p. 1-120 (texte intégral).
- Schlegel, 1837 : Essai sur la physionomie des serpens, La Haye, J. Kips, J. HZ. et W. P. van Stockum, vol. 1 (texte intégral) et vol. 2 (texte intégral).